# Abd al-Malik ibn Umar ibn Marwan
Abd al-Malik ibn Umar ibn Marwan ibn al-Hakam (arabisch عبد الملك بن عمر بن مروان بن الحكم, DMG ʿAbd al-Malik b. ʿUmar b. Marwān b. al-Ḥakam), auch bekannt als al-Marwani (arabisch المرواني, DMG al-Marwānī; * um 718 in Syrien; † um 778 in Spanien) war ein aus der muslimischen Dynastie der Umayyaden stammender Prinz. Er war ein Feldherr, Wesir und Statthalter von Sevilla unter dem ersten umayyadischen Emir von al-Andalus (islamisches Spanien) Abd ar-Rahman I. (regierte 756–788).

## Leben
Abd al-Malik ibn Umar war ein Enkel des umayyadischen Kalifen Marwan I. Sein in Al-Fustat residierender Vater Umar war der einzige Sohn des Kalifen von Zaynab bint Umar, einer Enkelin väterlicherseits von Abu Salama aus dem prominenten Clan der Machzūm des arabischen Stammes der Quraisch. Abd al-Malik gehörte zu jenen Mitgliedern der Umayyaden, die bei der Machtergreifung der Abbasiden in Syrien (750 n. Chr.) den von dieser Dynastie angeordneten Verfolgungen entfliehen konnten. Er suchte zunächst in Ägypten Zuflucht. Nach mittelalterlichen islamischen Quellen verließ er 757/758 das Nilland und begab sich auf die Iberische Halbinsel, wohingegen der spanische Historiker Alejandro García Sanjuán eine frühere Ankunft von Abd al-Malik in al-Andalus im Jahr 754/755 für wahrscheinlicher hält. Abd al-Malik war ein entfernter Verwandter von Abd ar-Rahman I., der ein Ururenkel von Marwan I. war und 756 seine Herrschaft als Emir von Córdoba begründete. Bis zum Beginn von Abd ar-Rahmans Herrschaft war es in Córdoba üblich gewesen, den Namen des Abbasiden-Kalifen al-Mansur (regierte 754–775) im Freitagsgebet zu erwähnen, womit die Anerkennung von dessen Oberhoheit ausgedrückt wurde; und Abd al-Malik soll Abd ar-Rahman davon überzeugt haben, dass es für dessen Herrschaftslegitimation notwendig sei, diesen Brauch abzuändern.
Abd al-Malik gewann das Vertrauen von Abd ar-Rahman I. und wurde einer von dessen Generälen sowie ein Machthaber im entstehenden umayyadischen Emirat, das seine Oberhoheit über die Kommandanten der faktisch autonomen arabischen Dschunds (Militärkolonien mit Truppenkontingenten) und die schon länger etablierte Eliten in ganz al-Andalus ausdehnte. Um seine Herrschaft über die in Beja und Sevilla eingerichteten Dschunds mit aus Ägypten bzw. aus Homs stammenden Garnisonen durchsetzen zu können, ernannte Abd ar-Rahman I. Abd al-Malik zum Statthalter von Sevilla und der westlichen Iberischen Halbinsel sowie dessen Sohn Abd Allah zum Statthalter von Morón. 758 unternahm Abd al-Malik im Auftrag Abd ar-Rahmans einen Feldzug gegen den früheren Herrscher von al-Andalus, Yusuf ibn Abd ar-Rahman al-Fihri, und vereitelte dessen Versuch, seine ehemalige Macht zurückzugewinnen.
Nachdem Abd al-Malik durch einen Anführer der Dschund von Sevilla, Abu al-Sabbah al-Yahsubi, ersetzt worden war, rebellierte der Letztere gegen Abd ar-Rahman I. und wurde seines Postens wieder enthoben. Abd a-Malik befürwortete als einziges Mitglied von Abd ar-Rahmans Hof Abu al-Sabbahs Hinrichtung. Später verkündete der Emir, dass er Abu al-Sabbah bereits habe exekutieren lassen. Wahrscheinlich gab es zwischen Abd al-Malik und Abu al-Sabbah eine Rivalität bezüglich der Herrschaft über Sevilla und das Kommando der aus Homs stammenden Dschund.
774 schlug Abd al-Malik eine groß angelegte Empörung von Dschunds nieder, die von Abu al-Sabbahs Vettern und Anhängern kommandiert wurden und einen Überraschungsangriff auf Córdoba versuchten. Während dieses Feldzugs ordnete Abd al-Malik die Hinrichtung seines eigenen Sohns Umayya an, weil dieser militärisch unerfahrene junge Mann, der von seinem Vater die Befehlsgewalt über die Vorhut erhalten hatte, vor dem Heer der Aufständischen während des Kampfes zurückgewichen war. Durch seinen Sieg brachte Abd al-Malik das westliche al-Andalus definitiv unter die Kontrolle von Abd ar-Rahman. Letzterer war so zufrieden über diesen Erfolg seines Feldherrn, dass er seinen Sohn und Nachfolger Hischam I. mit Abd al-Maliks Tochter Kanza verheiratete. Abd al-Malik, dessen Siege wesentlich zur Festigung des umayyadischen Emirats in al-Andalus beigetragen hatten, starb um 778; seine Nachfahren hatten in dem Emirat bis ins 10. Jahrhundert bedeutende politische und militärische Ämter inne.